# John Dalrymple, 14:e earl av Stair
John David James Dalrymple, 14:e earl av Stair, född den 4 september 1961, är en brittisk politiker, son till John Dalrymple, 13:e earl av Stair. 
På faderns sida härstammar han från John Dalrymple, 1:e earl av Stair, som var Secretary of State for Scotland före unionen 1707 och en aktiv supporter av Vilhelm III:s krav på Englands och Skottlands troner.
På moderns, Davina Katherine Bowes-Lyon, sida, härstammar han från David Bowes-Lyon, vars syster Elizabeth gifte sig med prins Albert, hertig av York 1923. Han är därför syssling till prinsen av Wales och dennes syskon.
Efter att ha ärvt titeln earl av Stair 1996 blev han ledamot av brittiska överhuset, men 1999 förlorade han liksom övriga innehavare av ärftliga titlar rätten att sitta där. År 2008 blev han dock vald till en av de 90 pärer som är ledamöter av överhuset.
År 2006 gifte han sig med Emily Mary Julia Stonor, dotter till Ralph Thomas Campion George Sherman Stonor, 7:e baron Camoys och Elizabeth Mary Hyde Parker. De har sonen John James Thomas Dalrymple (född den  3 januari 2008), som tituleras viscount Dalrymple.